# Elecciones generales de Guatemala de 1985
El domingo 3 de noviembre de 1985 hubo elecciones generales en Guatemala para elegir al nuevo presidente y vicepresidente de la república, así como a 100 diputados del Congreso y 330 alcaldes municipales.
Más de dos millones de guatemaltecos estaban llamados a las urnas para elegir nuevo presidente de la República entre ocho candidatos que se postularon para el periodo 1986-1991.
Guatemala se constituyó en ese momento en el blanco de la comunidad internacional. Numerosos medios de comunicación, televisivos, revistas, periódicos y cadenas de radioperiódicos enviaron a sus corresponsales para presenciar el máximo evento electoral que dio al país a un nuevo mandatario. También arribaron centenares de observadores internacionales invitados por el Gobierno. Entre ellos, habían congresistas norteamericanos, canadienses, venezolanos, centroamericanos y otros, así como delegados de instituciones internacionales, entre ellas de la ONU, OEA, y similares.

## Sistema electoral
El Presidente de Guatemala es elegido utilizando el sistema de dos rondas.
Los 100 miembros del Congreso son elegidos por dos métodos; 75 son elegidos de 22 distritos electorales de múltiples miembros en función de los departamentos, con los 25 restantes elegidos de una circunscripción nacional única. Los asientos se eligen usando la lista cerrada por medio de la Representación proporcional, con los escaños asignados usando el método D'Hondt.

## Candidatos para la presidencia

### Partidos que sí particiapron en la primera y segunda vuelta
Ocho fueron los candidatos que aspiraban llegar al poder mediante el respaldo popular: 
| Partidos y alianzas | Partidos y alianzas                                                                            | Candidato presidencial | Candidato presidencial               | Candidato vicepresidencial | Candidato vicepresidencial     |
| ------------------- | ---------------------------------------------------------------------------------------------- | ---------------------- | ------------------------------------ | -------------------------- | ------------------------------ |
|                     | Partido Democrático de Cooperación Nacional Partido Revolucionario                             |                        | Jorge Antonio Serrano Elias          |                            | Mario Fuentes Pieruccini       |
|                     | Democracia Cristiana Guatemalteca                                                              |                        | Marco Vinicio Cerezo Arévalo         |                            | Roberto Vicente Carpio Nicolle |
|                     | Unión del Centro Nacional                                                                      |                        | Jorge Carpio Nicolle                 |                            | Ramiro de León Carpio          |
|                     | Movimiento de Liberación Nacional Partido Institucional Democrático                            |                        | Mario Sandoval Alarcón               |                            | Jaime Cácerez Knox             |
|                     | Central Auténtica Nacionalista                                                                 |                        | Mario David García Velásquez         |                            | Carlos Molina Mencos           |
|                     | Partido de Unificación AnticomunistaMovimiento Emergente de ConcordiaFrente de Unidad Nacional |                        | Leonel Sisiniega Otero Barrios       |                            | Julio Benjamín Sultán          |
|                     | Partido Nacional Renovador                                                                     |                        | Alejandro Baltazar Maldonado Aguirre |                            | Mauricio Quixtán               |
|                     | Partido Socialista Democrático                                                                 |                        | Mario Rolando Solórzano Martínez     |                            | Luis Armando Zurita            |

#### Partidos que solo participaron en la elección Legislativa y municipal
1. Frente Cívico Democrático.

## Resultados

### Elecciones presidenciales
Participaron 8 candidatos presidenciales en la primera vuelta de votación. Ninguno de ellos obtuvo más del 50% de los votos; consiguientemente los primeros 2 candidatos pasaron a la segunda vuelta electoral el domingo 8 de diciembre de 1985, la que fue ganada por Marco Vinicio Cerezo Arévalo del partido Democracia Cristiana Guatemalteca (DCG).
Ya que no hubo mayoría absoluta se programó la elección de la segunda vuelta para elegir al presidente, entre los partidos DCG y UCN para el 8 de diciembre. En dicha elección los electores eligieron al Binomio de la DCG conformado por Marco Vinicio Cerezo Arévalo y Roberto Carpio Nicolle, primeros gobernantes civiles después de casi 30 años de gobiernos militares.
| Candidato                          | Candidato                 | Partido                           | Primera vuelta | Primera vuelta | Segunda vuelta | Segunda vuelta |
| Candidato                          | Candidato                 | Partido                           | Votos          | %              | Votos          | %              |
| ---------------------------------- | ------------------------- | --------------------------------- | -------------- | -------------- | -------------- | -------------- |
|                                    | Vinicio Cerezo            | Democracia Cristiana Guatemalteca | 648,803        | 38.65%         | 1,133,517      | 68.37%         |
|                                    | Jorge Carpio Nicolle      | Unión del Centro Nacional         | 339.665        | 20.23%         | 542,306        | 31.63%         |
|                                    | Jorge Serrano Elías       | PDCN-PR                           | 231,423        | 13.79%         |                |                |
|                                    | Mario Sandoval Alarcón    | MLN-PID                           | 210,966        | 12.56%         |                |                |
|                                    | Mario David Garcia        | Central Auténtica Nacionalista    | 105,540        | 6.28%          |                |                |
|                                    | Mario Solórzano           | Partido Socialista Democrático    | 57,368         | 3.42%          |                |                |
|                                    | Alejandro Maldonado       | Partido Nacional Renovador        | 52,949         | 3.65%          |                |                |
|                                    | Lionel Otero              | PUA-MEC-FUN                       | 32,297         | 2.08%          |                |                |
| Votos válidos                      | Votos válidos             | Votos válidos                     | 1 679 041      | 88.01%         | 1,675,823      | 92.08%         |
| Votos nulos                        | Votos nulos               | Votos nulos                       | 228 771        | 11.99%         | 142 501        | 7.92%          |
| Total votos                        | Total votos               | Total votos                       | 1 907 771      | 100.00%        | 1.800.324      | 100.00%        |
| Registrados/Participación          | Registrados/Participación | Registrados/Participación         | 2 753 572      | 69.28%         | 2 753 572      | 62.38%         |
| Fuente: Tribunal Supremo Electoral |                           |                                   |                |                |                |                |

## Resultados porDepartamento

### Primera vuelta Presidencial[3]
| Departamento     |         |        |        |       |        |         |         |             | Nulos  | Blancos | Registrados |
| Departamento     | DCG     | UCN    | PSD    | PNR   | CAN    | MLN-PID | PDCN-PR | PUA-MEC-FUN | Nulos  | Blancos | Registrados |
| Departamento     | Votos   | Votos  | Votos  | Votos | Votos  | Votos   | Votos   | Votos       | Nulos  | Blancos | Registrados |
| Guatemala        | 53.920  | 35.512 | 5.570  | 1.899 | 10.009 | 9.571   | 54.655  | 2.102       | 10.127 | 5.054   | 223.033     |
| Distrito Central | 158.475 | 81.334 | 23.778 | 3.361 | 28.885 | 34.200  | 16.990  | 2.488       | 18.430 | 4.116   | 551.223     |
| Sacatepéquez     | 13.349  | 9.406  | 1.219  | 2.060 | 5.067  | 2.756   | 5.111   | 468         | 3.226  | 1.807   | 58.153      |
| Chimaltenango    | 29.419  | 11.207 | 1.604  | 1.081 | 2.732  | 4.564   | 11.244  | 1.211       | 6.538  | 4.523   | 106.424     |
| El Progreso      | 8.321   | 4.099  | 675    | 241   | 1.297  | 3.572   | 2.563   | 663         | 1.734  | 999     | 36.688      |
| Escuintla        | 41.965  | 21.477 | 3.428  | 3.950 | 4.251  | 6.067   | 14.815  | 1.235       | 8.855  | 3.897   | 158.064     |
| Santa Rosa       | 16.845  | 8.773  | 984    | 606   | 5.814  | 7.954   | 7.241   | 1.492       | 4.037  | 2.188   | 85.154      |
| Sololá           | 13.260  | 5.400  | 2.647  | 943   | 2.486  | 2.909   | 5.362   | 787         | 5.279  | 2.905   | 59.280      |
| Totonicapán      | 14.213  | 4.610  | 871    | 9.512 | 1.135  | 2.638   | 4.313   | 424         | 4.213  | 1.890   | 62.920      |
| Quetzaltenango   | 45.734  | 18.633 | 4.059  | 7.088 | 4.183  | 7.555   | 16.037  | 1.783       | 9.032  | 6.061   | 166.240     |
| Suchitepéquez    | 32.208  | 11.077 | 1.267  | 825   | 5.914  | 8.594   | 8.435   | 1.289       | 6.524  | 3.721   | 115.666     |
| Retalhuleu       | 17.802  | 6.787  | 3.676  | 2.717 | 1.470  | 3.358   | 5.645   | 598         | 3.446  | 1.858   | 73.990      |
| San Marcos       | 40.874  | 16.721 | 2.265  | 7.777 | 8.318  | 15.293  | 16.083  | 2.879       | 10.815 | 8.340   | 186.320     |
| Huehuetenango    | 32.139  | 15.742 | 1.898  | 2.913 | 4.842  | 15.747  | 16.719  | 3.260       | 9.984  | 7.210   | 163.803     |
| Quiché           | 23.284  | 9.672  | 451    | 1.746 | 4.161  | 7.667   | 7.280   | 2.405       | 10.072 | 8.399   | 114.495     |
| Baja Verapaz     | 9.145   | 8.390  | 255    | 611   | 909    | 6.803   | 3.364   | 965         | 3.522  | 1.819   | 48.581      |
| Alta Verapaz     | 20.905  | 16.655 | 738    | 1.761 | 4.105  | 8.840   | 8.599   | 2.358       | 10.264 | 4.713   | 103.820     |
| Petén            | 13.889  | 7.329  | 144    | 599   | 1.144  | 5.101   | 3.812   | 534         | 3.217  | 2.554   | 62.886      |
| Izabal           | 15.401  | 12.272 | 661    | 777   | 1.217  | 9.752   | 4.788   | 1.268       | 3.735  | 2.036   | 86.199      |
| Zacapa           | 12.400  | 7.791  | 217    | 217   | 1.617  | 7.398   | 3.999   | 773         | 2.622  | 1.545   | 57.226      |
| Chiquimula       | 11.761  | 8.048  | 226    | 480   | 980    | 16.132  | 4.206   | 1.407       | 3.914  | 2.357   | 73.499      |
| Jalapa           | 6.750   | 9.344  | 194    | 404   | 2.243  | 7.307   | 2.018   | 616         | 1.874  | 1.118   | 49.187      |
| Jutiapa          | 18.214  | 11.416 | 361    | 1.381 | 2.761  | 16.188  | 8.144   | 1.251       | 4.811  | 3.570   | 112.739     |

### Segunda vuelta
Durante la segunda vuelta se obtuvieron los siguientes resultados por distrito electoral:
| Departamento     |         |       |         |       | Blancos | Nulos  | Total | Registrados |
| Departamento     | DCG     | DCG   | UCN     | UCN   | Blancos | Nulos  | Total | Registrados |
| Departamento     | Votos   | %     | Votos   | %     | Blancos | Nulos  | Total | Registrados |
| Guatemala        | 91.963  | 67,02 | 45.264  | 32,98 | 903     | 9.437  |       | 222.335     |
| Distrito Central | 252.378 | 66,95 | 124.577 | 33,05 | 1.457   | 23.557 |       | 550.950     |
| Sacatepéquez     | 22.562  | 60,77 | 14.562  | 39,23 | 416     | 3.116  |       | 88.155      |
| Chimaltenango    | 50.316  | 74,97 | 16.802  | 25,03 | 817     | 5.333  |       | 105.416     |
| El Progreso      | 13.875  | 65,13 | 7.429   | 34,87 | 120     | 1.158  |       | 36.616      |
| Escuintla        | 76.717  | 75,58 | 24.783  | 24,42 | 931     | 6.571  |       | 158.012     |
| Santa Rosa       | 32.545  | 68,65 | 14.852  | 31,34 | 374     | 3.052  |       | 85.155      |
| Sololá           | 29.831  | 82,17 | 6.472   | 17,83 | 574     | 4.256  |       | 59.218      |
| Totonicapán      | 28.300  | 81,21 | 6.546   | 18,79 | 354     | 3.375  |       | 62.916      |
| Quetzaltenango   | 81.297  | 77,18 | 24.040  | 22,92 | 1.000   | 7.671  |       | 166.232     |
| Suchitepéquez    | 55.622  | 76,83 | 16.773  | 23,17 | 698     | 5.369  |       | 115.606     |
| Retalhuleu       | 36.115  | 80,86 | 8.547   | 19,14 | 546     | 2.690  |       | 73.987      |
| San Marcos       | 84.719  | 76,62 | 27.320  | 24,38 | 1.291   | 8.628  |       | 185.267     |
| Huehuetenango    | 52.270  | 63,59 | 29.934  | 36,41 | 1.008   | 7.951  |       | 164.360     |
| Quiché           | 39.298  | 67,44 | 18.977  | 32,56 | 1.209   | 7.987  |       | 114.158     |
| Baja Verapaz     | 15.110  | 49,08 | 15.676  | 50,92 | 340     | 3.130  |       | 48.698      |
| Alta Verapaz     | 37.820  | 58,88 | 26.415  | 41,12 | 433     | 9.222  |       | 103.911     |
| Petén            | 19.036  | 66,17 | 9.734   | 33,83 | 281     | 1.987  |       | 62.911      |
| Izabal           | 27.764  | 62,56 | 16.518  | 37,44 | 394     | 2.740  |       | 86.175      |
| Zacapa           | 19.847  | 58,49 | 14.086  | 41,51 | 270     | 2.326  |       | 57.214      |
| Chiquimula       | 20.667  | 53,59 | 17.898  | 45,41 | 462     | 4.008  |       | 73.489      |
| Jalapa           | 12.345  | 45,88 | 14.565  | 64,12 | 248     | 1.698  |       | 49.156      |
| Jutiapa          | 33.120  | 59,62 | 22.436  | 40,38 | 462     | 2.641  |       | 112.820     |

## Elecciones legislativas

### Candidaturas por Listado Nacional
| Partido | Partido                           | Primera Casilla En Listado Nacional |
| ------- | --------------------------------- | ----------------------------------- |
|         | Democracia Cristiana Guatemalteca | Luis Alfonso Cabrera Hidalgo        |
|         | Unión del Centro Nacional         | Jorge Skinner Kleé                  |
|         | PDCN - PR                         | Nery Noel Morales Gavarrete         |
|         | MLN - PID                         | Héctor Antonio Aragón Quiñónez      |
|         | Partido Socialista Democrático    | Héctor Salvador Vásquez Gómez       |
|         | Central Auténtica Nacionalista    | Héctor Gabriel Mayora Dawe          |
|         | Partido Nacional Renovador        | Renán de Jesús Quiñonez Sagatusme   |
|         | PUA - MEC - FUN                   | Francisco Luis Gordillo Mártinez    |

#### Resultados elecciones legislativas del 3 de noviembre de 1985
También se llevaron a cabo las elecciones legislativas para elegir a 100 diputados al Congreso de la República (75 distritales y 25 por listas nacionales.) La Democracia Cristiana Guatemalteca logró una mayoría de 51 diputados.
|  | 38.64 % |

|  | 34.58 % |

|  | 20.23 % |

|  | 12.56 % |

|  | 3.42 % |

|  | 3.66 % |

|  | 0.21 % |

## Elecciones municipales
También se llevaron a cabo las primeras elecciones municipales para elegir 330 alcaldes de los 330 municipios. La DCG, la UCN y la alianza MLN-PID además de ser 3 aplanadoras en el congreso, ganaron la mayor cantidad de alcaldías en estas elecciones.
|  | 56.27 % |

|  | 21.17 % |

|  | 13.82 % |

|  | 3.45 % |

|  | 1.50 % |

|  | 0.30 % |

|  | 0.00 % |

|  | 100.00 % |